# 小浜藩

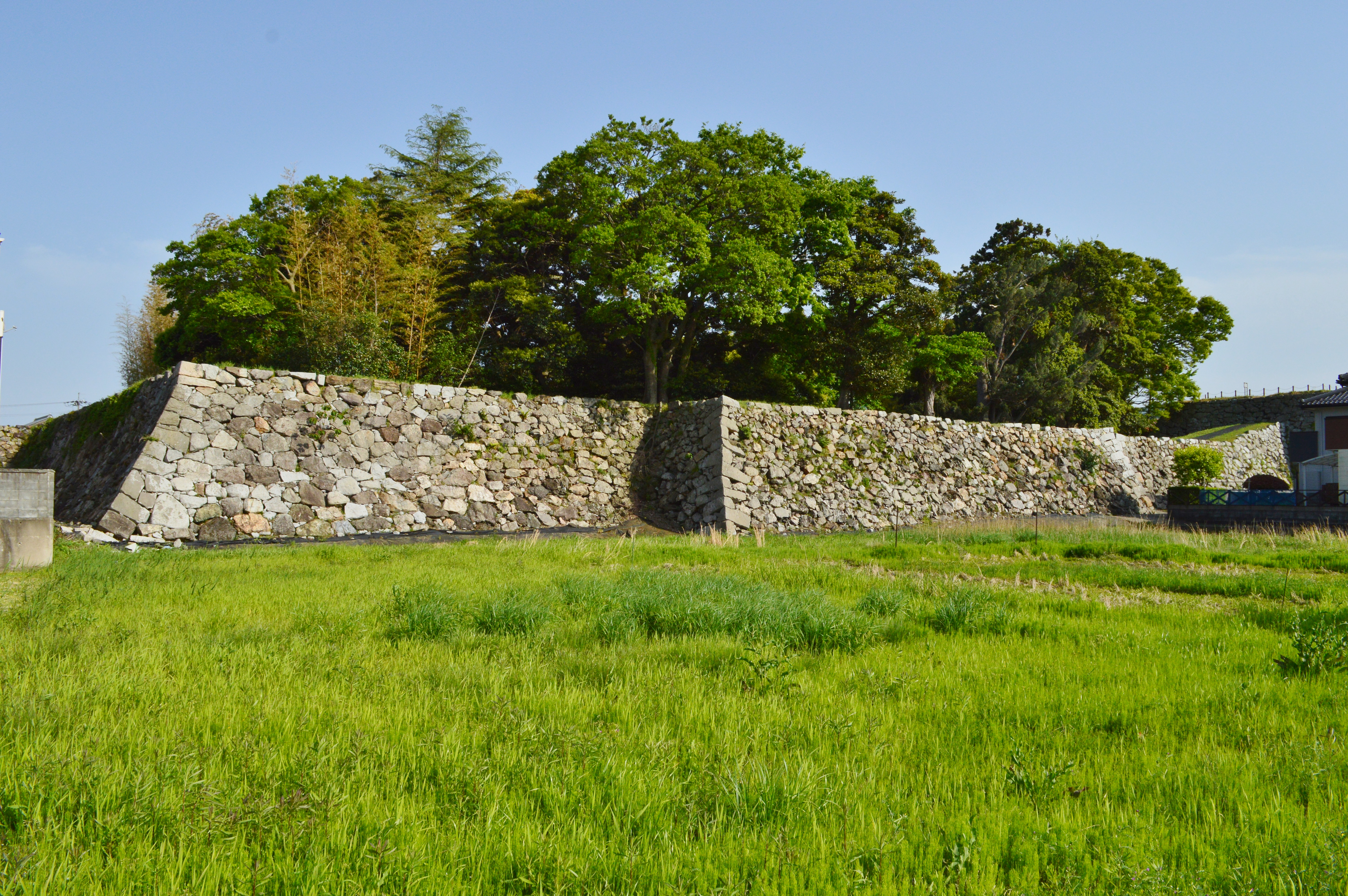
小浜城本丸の石垣（現存）

小浜藩（おばまはん）は、若狭国一国および近江高島郡の一部、越前敦賀郡を領した藩。藩庁は小浜城。

## 概要

### 前史
戦国時代後期から安土桃山時代、若狭は丹羽長重、次いで浅野長政が領していた。そして関ヶ原の戦い前には、木下勝俊兄弟が入った。木下勝俊は若狭の内、遠敷郡・三方郡で6万5000石を領した。大飯郡2万石（高浜藩）は弟の木下利房が領していた。慶長5年（1600年）の関ヶ原の戦いで、勝俊は前哨戦としての伏見城の戦いの直前に戦地離脱をしたとして、また利房は西軍に与したため、戦後に改易された。その後、勝俊は歌人・木下長嘯子として名を残した。また利房は大坂の陣で徳川方に付いたため大名として復活を果たし、備中足守で大名となった。

### 京極家時代
関ヶ原の戦いの戦功により、小浜には近江大津6万石を領し大津城主であった京極高次が若狭一国を与えられ、若狭小浜8万5000石で入ることとなる。高次は関ヶ原の戦いに先立って、小勢をもって大津城に籠城し、西軍の立花宗茂・毛利元康らの大軍勢と激しい攻防戦を繰り広げた。しかし大砲を天守に打ち込まれるなど西軍の激しい猛攻の前に、大津城は開城を余儀なくされた。武装解除を命じた後に高次自らは高野山金剛峯寺に入った。ところが、大津城の開城と同日に、関ヶ原の本戦では西軍が敗退していた。戦後の論功行賞で徳川家康は高次の功績を高く評価し、高次に若狭一国を与えて国持大名としたのである。高次は名乗りを若狭守と変え、若狭に入った。これが小浜藩の立藩である。
高次は翌年、近江高島郡内において7000石を加増され、合計9万2000石を領する大名となった。慶長14年（1609年）の高次死後、その家督は子の京極忠高が継ぐ。大坂の陣の功などによりさらに越前敦賀郡一郡全域を加増され、このときに若狭から越前敦賀郡までを一円支配する近世小浜藩の藩領が確定した。
忠高は義母の常高院と共に、大坂の陣などでは和議交渉で活躍した人物である。寛永11年（1634年）に出雲・隠岐松江藩23万5000石へ忠高は移封された。

### 酒井家時代
その後、小浜藩には武蔵川越藩10万石の藩主だった酒井忠勝が若狭・越前敦賀郡・近江・安房の合計11万3500石に加増転封されて小浜藩に入る。寛永13年（1636年）には下野国内においてさらに1万石を加増され、合計12万3500石を領する、譜代有数の大身大名となる（近畿では彦根藩井伊家に次ぐ）。
忠勝は土井利勝らと並ぶ、江戸幕府初期の有名な老中・大老を歴任した人物である。将軍徳川家光より、忠勝は若狭一国の国持大名とされた。譜代大名で国持の格式となったのは忠勝ただ一人である。家光の忠勝に対する感謝の大きさが窺がわれる。しかし国持待遇は忠勝一代で終わった。
忠勝の後、その家督は四男の酒井忠直が継ぎ、嫡男の酒井忠朝は廃嫡された。忠直は寛文8年（1668年）、兄の子である酒井忠国に1万石を分与し、安房勝山藩が成立する。天和2年（1682年）には忠直の次男に越前敦賀郡と近江高島郡のうちで1万石を分与して越前敦賀藩（後期敦賀藩、鞠山藩）が成立する。また同時に五男・酒井忠根にも3000石が分与され独立した旗本となったため、小浜藩の所領は縮小して10万3500石となった。
藩政においては、初代藩主・忠勝は町奉行や代官を設置し、さらに税制の確立にも尽力して藩の支配体制を固めた。しかし享保20年（1735年）に小浜一帯を大洪水が襲って藩内に大被害をもたらした。しかもそれに連鎖するように飢饉も相次いで、領民は大いに苦しんだ。このため、小浜藩の領民は協力して藩主に窮状を訴えたが、聞き入られなかったため、明和7年（1770年）に百姓一揆が起こった。藩は何とか財政難打開を図ったが、天保7年（1836年）には藩に冷害による飢饉が襲い、遂に財政は火の車となった。
第12代藩主・並びに第14代（最後）の藩主となった酒井忠義は、幕末期の京都所司代として有名な人物である。忠義は井伊直弼に協力して安政の大獄を積極的に京都で推し進め、和宮降嫁や公武合体、武田耕雲斎率いる天狗党の乱鎮圧などで活躍した。慶応4年（1868年）の戊辰戦争で、酒井忠氏は幕府側に与して新政府軍と戦ったが、敗れて降伏した。その後、小浜藩は新政府より北陸道鎮撫使の先鋒を命じられ、奥羽まで転戦した。
明治2年（1869年）の版籍奉還で酒井忠禄（忠義の再任後の名前）は小浜藩知事となり、明治3年（1870年）9月に鞠山藩と合併し鞠山藩知事酒井忠経が小浜藩知事となる。明治4年（1871年）7月の廃藩置県で小浜県となる。同年11月には敦賀県となり、明治9年（1876年）に滋賀県に編入され、明治14年（1881年）には福井県に編入された。
なお、『解体新書』で有名な蘭方医杉田玄白は、この小浜藩の藩医であった。杉田の名前を冠した杉田玄白記念公立小浜病院が、小浜城跡近くに設立されている。

## 歴代藩主

### 京極家
外様、9万2000石→11万3000石。
1. 京極高次
2. 京極忠高

### 酒井家
譜代、11万3000石→10万3000石。
1. 酒井忠勝
2. 酒井忠直
3. 酒井忠隆
4. 酒井忠囿
5. 酒井忠音
6. 酒井忠存
7. 酒井忠用
8. 酒井忠与
9. 酒井忠貫
10. 酒井忠進
11. 酒井忠順
12. 酒井忠義
13. 酒井忠氏
14. 酒井忠禄（再任）

### 小浜藩知事
1. 酒井忠禄
2. 酒井忠経（旧鞠山藩主、同藩の合併にともない遷任）

## 幕末の領地
「旧高旧領取調帳」ではすでに旧敦賀藩領を含むが、ここでは「角川日本地名大辞典」（18・福井県、25・滋賀県）の記述によった。
- 若狭国一円
  - 遠敷郡 - 122村
  - 大飯郡 - 73村
  - 三方郡 - 58村
- 越前国
  - 南条郡のうち - 5村
  - 今立郡のうち - 6村
  - 敦賀郡のうち - 38村
- 近江国
  - 高島郡のうち - 5村（木津村、辻沢村、河原市村、上古賀村、南船木村）

## 藩邸
- 江戸藩邸は、上屋敷が昌平橋にあった[1]。
- 下屋敷は酒井氏が川越藩主時代に矢来町にあり[2]、その後で小浜藩主になった。元禄年間に、改易となった赤穂藩の鉄砲洲にあった藩邸を新たに与えられた[3]。しかし浪人や町人の襲撃により建物が破損したり、放火による焼失があったので、願い出て矢来町に戻る[4]。安政4年（1857年）には隣接する大和郡山藩邸が他へ移動したので、同地を加えられている[5]。